# Chilevisión noticias
Chilevisión noticias (más conocido y estilizado como CHV Noticias) es el noticiero principal del canal chileno Chilevisión desde 1996, producido por el departamento de prensa del mismo canal. Según un estudio del Reuters Institute de junio de 2020, CHV Noticias era el noticiero más visto en Chile.

## Historia
Chilevisión noticias inicia sus emisiones el 22 de abril de 1996, reemplazando a Mundovisión Central. El informativo solo contaba con cuatro ediciones que se transmitían de lunes a viernes a la 13:30, 21:00 y 23:45 y los sábados y domingos a las 21:30. En sus inicios, Chilevisión Noticias era conducido por los periodistas Alejandro Guillier y Claudia Araneda en la edición central, la comunicadora Jeannette Frazier -reemplazada por Eugenio Salinas en junio de 1996- en la edición de mediodía, y el periodista Rodolfo Baier en la edición de medianoche. Más tarde, el nuevo informativo realizado por el Departamento de Prensa de la entonces filial chilena de Venevisión, en ese entonces a cargo del periodista Nicolás Quesille Sánchez, tendría una edición de medianoche los fines de semana.
En marzo de 1999, el periodista y exsubsecretario General de Gobierno, Rodolfo Baier dejó la conducción del noticiero central para volver al informativo de medianoche y en su reemplazo llegó el también periodista, excandidato presidencial y exsenador por Antofagasta, Alejandro Guillier, quien en paralelo, asumió la dirección del departamento de Prensa de CHV, donde se mantuvo hasta diciembre de 2004.
En enero de 2002, el periodista Eugenio Salinas deja la conducción del informativo de mediodía para hacer el programa de reportajes Edición Impacto y en su reemplazo asume la también periodista Macarena Pizarro, quien venía de Canal 13. Meses más tarde, específicamente el 1 de octubre de ese año, con el cambio de logotipo del canal, el noticiero se renueva incorporando al periodista Fernando Paulsen, en la edición de medianoche que es renombrada como "Chilevisión Noticias Última Mirada".
Entre noviembre y diciembre de 2003, el noticiero se vio involucrado en una polémica, pues fueron acusados de grabar al juez Daniel Calvo cuando estaba en un sauna para homosexuales. Tras este escándalo, el mismo Alejandro Guillier y Claudia Araneda, junto con otros funcionarios del Departamento de Prensa como el subdirector de prensa Patricio Caldichoury Ríos, el periodista Fernando Reyes Amín y el productor Raúl Poblete Barrios, fueron detenidos en el Anexo Cárcel Capuchinos y procesados por violar la ley del artículo 161-A del Código Penal, cuyo inciso primero castiga a quienes, sin autorización del afectado, graben, capten o reproduzcan conversaciones privadas que se hayan registrado en lugares que no sean de libre acceso. Guillier quedó en libertad el 12 de diciembre de 2003 tras cancelar una fianza. 
En mayo de 2006 cuando el noticiero cumplió 10 años al aire, se realiza otra renovación, manteniendo a los mismos conductores.
En diciembre de 2008, Guillier deja Chilevisión para regresar a TVN y, en su reemplazo, asumen en enero de 2009 Iván Núñez, quien regresó al canal, y Macarena Pizarro, quien dejó los noticieros matinal y de mediodía. Pese a la renovación, CHV Noticias no ha estado exento de críticas, una de ellas es la exposición excesiva de violencia, abusando de la crónica roja.[cita requerida]
En la madrugada a las 5:18 horas del sábado 27 de febrero de 2010, Chilevisión inicia sus transmisiones por reporte de emergencia presentado por Mónica Sanhueza por Cobertura del Terremoto de Chile de 2010 que ocurrió a las 3:34 horas que afectó a zona centro-sur del país
A pesar de las críticas, en 2013 logran llegar al primer lugar de audiencia en el horario central (14,3 puntos de índice de audiencia), superando por un estrecho margen a 24 Horas Central de TVN (14,1),
El 1 de enero de 2015, Chilevisión nuevamente se cambian nuevas graficas y logo antiguo de chv noticias usado desde el 1 de enero hasta el 4 de marzo de 2015.
El 5 de marzo de 2015, Chilevisión nuevamente se cambian nuevas graficas y logo de nuevo chv noticias usado desde el 5 de marzo de 2015 hasta el 2 de agosto de 2016.
El 22 de agosto de 2016, Patricio Caldichoury fue despedido de su cargo de director de Prensa por su mala gestión realizada, exceso de crónica roja y truculencia. Con este despido, los periodistas Macarena Pizarro e Iván Núñez rechazaron el despido en plena edición central del noticiero. Estos cambios respondían a la reestructuración que Turner (dueños de CHV desde 2010) ejecutaría en el canal. En su lugar asumió el periodista Pablo Badilla Lucio.
El 15 de febrero de 2018 en la edición central se emiten por última vez las gráficas y la clásica cortina musical vigente desde 2006, esto respondería a una anticipada renovación del Departamento de Prensa a escala. 
El 16 de febrero de 2018 con el estreno inesperado del nuevo logotipo de CHV al iniciar transmisiones, Primera página estrena nuevos gráficos emanados de CHV Noticias. A las 6:30 a. m. se produce una nueva renovación en el noticiero incorporando a nuevos periodistas, estrenando nueva cortina musical y paquete gráfico para combinar con el nuevo logotipo y la reestructuración del canal.
A partir del 1 de julio de 2018, CHV Noticias decide trasladar su horario a las 20:00 e inicia su horario central a las 21:30, aunque desde el lunes 24 de septiembre se retrasa en 30 minutos.
El 11 de marzo de 2019, la edición matinal del noticiero cambia su nombre a Contigo CHV Noticias AM junto con el estreno de nuevos gráficos y el debut de Monserrat Álvarez como conductora junto a Humberto Sichel.
Desde octubre de 2019, los noticieros de CNN Chile y Chilevisión se emiten conjuntamente, compartiendo estudios y rostros. Así, Daniel Matamala llega a asumir la edición central.
Tras la adquisición de Chilevisión por parte de ViacomCBS (hoy Paramount Global), el 9 de marzo de 2022 se lanza una señal de noticias, cuyo nombre es el mismo del noticiero y se emite a través de Pluto TV. Además, los noticieros y algunos programas de la señal abierta se emiten en simultáneo con la plataforma de streaming.
El 31 de marzo de 2022 se emitió el último noticiero en conjunto entre CHV Noticias y CNN Chile, poniendo fin a la alianza informativa tras la venta de Chilevisión a ViacomCBS (hoy Paramount Global).

## Presentadores

### En la actualidad
| Edición                        | Días de semana                   | Días de semana                   | Días de semana                   | Días de semana                   | Días de semana                                                 | Fin de semana                                                                                 | Fin de semana                                                                                 | Feriados                                                                                      |
| Edición                        | Lunes                            | Martes                           | Miércoles                        | Jueves                           | Viernes                                                        | Sábado                                                                                        | Domingo                                                                                       | Feriados                                                                                      |
| ------------------------------ | -------------------------------- | -------------------------------- | -------------------------------- | -------------------------------- | -------------------------------------------------------------- | --------------------------------------------------------------------------------------------- | --------------------------------------------------------------------------------------------- | --------------------------------------------------------------------------------------------- |
| CHV Noticias AM                | Roberto Cox Karina Álvarez       | Roberto Cox Karina Álvarez       | Roberto Cox Karina Álvarez       | Roberto Cox Karina Álvarez       | Roberto Cox Karina Álvarez                                     | Rafael Cavada Carlos Grage                                                                    | Rafael Cavada Carlos Grage                                                                    | Carlos Grage                                                                                  |
| CHV Noticias Tarde             | Humberto Sichel Patricia Venegas | Humberto Sichel Patricia Venegas | Humberto Sichel Patricia Venegas | Humberto Sichel Patricia Venegas | Humberto Sichel Patricia Venegas                               | Pablo Torres Patricio Angulo Marianela Estrada Avelino Martínez Camila Torres Daniela Herrera | Pablo Torres Patricio Angulo Marianela Estrada Avelino Martínez Camila Torres Daniela Herrera | Pablo Torres Patricio Angulo Marianela Estrada Avelino Martínez Camila Torres Daniela Herrera |
| CHV Noticias Central           | Macarena Pizarro Daniel Matamala | Macarena Pizarro Daniel Matamala | Macarena Pizarro Daniel Matamala | Macarena Pizarro Daniel Matamala | Karina Álvarez Humberto Sichel Patricia Venegas Soledad Agüero | Karina Álvarez Humberto Sichel Patricia Venegas Soledad Agüero                                | Macarena Pizarro Daniel Matamala                                                              | Soledad Agüero Carlos Grage Patricio Angulo Patricio Torres                                   |
| CHV Noticias Cierre (Pluto TV) | Pablo Torres                     | Pablo Torres                     | Pablo Torres                     | Pablo Torres                     | Pablo Torres                                                   |                                                                                               |                                                                                               |                                                                                               |

### Edición central(1996-presente)
| Período                                                                            | Presentador (a)    |
| ---------------------------------------------------------------------------------- | ------------------ |
| 1996-1997 (edición diaria)                                                         | Eugenio Salinas    |
| 1997-1999 (edición diaria)                                                         | Rodolfo Baier      |
| 1996-1999 (edición diaria y fin de semana) 1999-2008 (edición diaria y reemplazos) | Claudia Araneda    |
| 1999-2008 (edición diaria)                                                         | Alejandro Guillier |
| 2008-2019 (edición diaria)                                                         | Iván Núñez         |
| 2019 (edición diaria)                                                              | Roberto Cox        |
| 2008-presente (edición diaria)                                                     | Macarena Pizarro   |
| 2019-presente (edición diaria)                                                     | Daniel Matamala    |

### Edición matinal(2002-2019) / Contigo CHV Noticias A.M (2019-presente)
| Período                  | Presentador (a)    |
| ------------------------ | ------------------ |
| 2002-2004                | Alejandro Guillier |
| 2002-2004                | Claudia Araneda    |
| 2004                     | Claudio Fariña     |
| 2004-2005                | Marcelo Araya      |
| 2002-2008                | Macarena Pizarro   |
| 2006-2009                | Fernando Paulsen   |
| 2010-2014                | Felipe Bianchi     |
| 2014-2015, 2017-2021     | Humberto Sichel    |
| 2014                     | Victoria Walsh     |
| 2009-2017, 2021-presente | Karina Álvarez     |
| 2015-2017                | Karim Butte        |
| 2019-2020                | Monserrat Álvarez  |
| 2021-presente            | Roberto Cox        |

- Hasta 2019, Chilevisión noticias AM solo se emitía de lunes a viernes, sin existir una edición de fin de semana, exceptuando los días de elecciones o cuando un acontecimiento noticioso lo ameritase, sin embargo, y producto de la necesidad de información por las protestas de octubre de 2019, se agrega una edición especial de noticias los sábados y domingos, la cual es oficializada en abril de 2021, cuando recibe el nombre de ''CHV Noticias A.M Fin de Semana'' y asume su conducción el periodista Rafael Cavada.[6]

### Edición de mediodía(1996-presente)
| Período                        | Presentador (a)  |
| ------------------------------ | ---------------- |
| 1996 (edición diaria)          | Jeanette Frazier |
| 1997-2002 (edición diaria)     | Eugenio Salinas  |
| 1999-2001 (edición diaria)     | Catarí Loguercio |
| 2002-2008 (edición diaria)     | Macarena Pizarro |
| 2008-2020 (edición diaria)     | Karina Álvarez   |
| 2020-2022 (edición diaria)     | Viviana Encina   |
| 2005-2021 (edición diaria)     | Karim Butte      |
| 2021-2022 (edición diaria)     | Roberto Cox      |
| 2022-presente (edición diaria) | Patricia Venegas |
| 2022-presente (edición diaria) | Humberto Sichel  |

### Edición de medianoche(1996-presente) /Última mirada(2002-2018)
| Período                                                      | Presentador (a)    |
| ------------------------------------------------------------ | ------------------ |
| 1996-2002 (edición diaria y fin de semana)                   | Rodolfo Baier      |
| 1996-2008 (edición diaria)                                   | Claudia Araneda    |
| 2000-2008 (reemplazos edición fin de semana)                 | Claudio Salinas    |
| 2008-2013 (edición fin de semana)                            | Ana María Espinoza |
| 2008-2014 (edición fin de semana)                            | Paola de la Torre  |
| 2009-2011 (edición fin de semana)                            | Sofía Aillach      |
| 2011-2013 (edición fin de semana)                            | Victoria Walsh     |
| 2002-2007, 2017-2018 (Última mirada)                         | Fernando Paulsen   |
| 2007-2015 (Última mirada)                                    | Matías del Río     |
| 2015-2017 (Última mirada)                                    | Humberto Sichel    |
| 2019-2020 (CHV Noticias Noche)                               | Roberto Cox        |
| 2022-presente (CHV Noticias Cierre)                          | Pablo Torres       |
| 2014-2017 (Reemplazos última mirada y Edición fin de semana) | Javier Espinoza    |
| 2014-2019 (Reemplazos última mirada y Edición fin de semana) | Ítalo Zúñiga       |
| 2014-2019 (Reemplazos última mirada y Edición fin de semana) | Fernanda Anabalón  |
| 2017- presente (Edición de mediodía fin de semana)           | Avelino Martínez   |

- Desde 2018 a 2022, Última mirada se emitió por CNN Chile.
- Desde 2022, CHV Noticias Cierre se emite exclusivamente por el canal CHV Noticias 24/7

### Área Deportiva
- Mauricio Israel (1996-2000)
- Edgardo Marín (1996-2001)
- Rodrigo Herrera (1998-2001)
- Juan Cristóbal Guarello (1998-2004)
- Francisco Sagredo (1999-2002)
- Fernando Tapia (2001-2019)
- Cristián Arcos (2002-2019)
- Victor Gómez (2001-2014)
- Felipe Bianchi (2005-2016)
- César Vera (2011-presente)
- Hassan Apud (2012-presente)
- Aldo Schiappacasse (2002-2005; 2018-presente)
- Gonzalo Fouillioux (2019-2023)

### Internacionales
- Libardo Buitrago (2000-2002, edición central)
- Fernando Villegas (1996-2010), edición central sábados)
- Raúl Sohr (2001-presente, edición central)
- Claudia Pereira (2016-2019, edición matinal)
- Mario Arriagada (2019-2022, edición matinal y tarde)
- Pablo Cuéllar (2019-2021)
- Carlos Grage (2018-presente, edición tarde y central)
- Jacinta Molina (2021-2022, edición matinal y tarde)
- Soledad Agüero (2022-presente, edición tarde y central)[7]

### Espectáculos
- Carolina Brethauer (2000-2001, edición central)
- Pablo Aguilera (2001-2002, edición central)
- Carolina Gutiérrez (2001-2015)
- Ítalo Passalacqua (2004-2015, edición central)
- Alejandra Reyes (2005-2012)
- Ítalo Zúñiga (2016-presente)

### El Tiempo
- Vanessa Noé (2013-presente)
- Alejandro Sepúlveda (2017-2023)
- Eduardo Sáez (2017-presente)

### Anteriores
- Eugenio Salinas (1996-2002 y 2004)
- Claudia Araneda (1996-2008)
- Rodolfo Baier (1996-2002)
- Catarí Loguercio (1999-2002)
- Alejandro Guillier (1999-2008)
- Claudio Salinas (2000-2008)
- Mónica Sanhueza (2003-2012)
- Claudio Fariña (2004)
- Marcelo Araya (2004-2005)
- Ana María Espinoza (2008-2013)
- Paola de la Torre (2008-2014)
- Sofía Aillach (2009-2011)
- Victoria Walsh (2012-201)
- Matías del Río (2006-2015)
- Felipe Bianchi (2011-2016)
- Iván Núñez (2005 y 2008-2019)